# Sigvard Kinnunen
Artur Sigvard Kinnunen, född 11 april 1920 i Kiruna, död 5 april 1954 i Kiruna, var en svensk tyngdlyftare. Han tävlade för Kiruna AIF.
Kinnunen tävlade för Sverige vid olympiska sommarspelen 1948 i London, där han slutade på 14:e plats i lättvikt. Vid olympiska sommarspelen 1952 i Helsingfors blev Kinnunen oplacerad i lätt tungvikt.
Han blev svensk mästare tre gånger: 75-kilosklassen 1949 och 1950 samt 82,5-kilosklassen 1952.